# Holdenius
Holdenius is een geslacht van uitgestorven arthrodire placoderme vissen dat leefde tijdens het Laat-Devoon.

## Naamgeving
De typesoort Holdenius holdeni is in 1942 benoemd door David Dunkle en Peter Bungart. De geslachtsnaam is vernoemd naar Frederick T. Holden die ook geëerd wordt in de soortaanduiding.

## Beschrijving
Holdenius was een grote arthrodire, die een lengte van ongeveer drie meter bereikte. Deze placoderm is alleen bekend van losse kaakbeenderen en er is weinig over bekend, behalve dat het relatief morfologisch vergelijkbaar is met zijn bekendere familielid Dunkleosteus, waarmee het een ruimtelijk en temporeel bereik deelde.

## Levenswijze
Holdenius was een visetend dier dat zijn scherpe scharende gnathale platen gebruikte om zijn prooi te grijpen en in hanteerbare stukken te klieven. Een in verband liggend van deze placoderm uit de Cleveland Shale, specimen CMNH 8031 op 13 maart 1967 gevonden door W. J. Hlavin, uit het Laat-Devoon werd bewaard naast de overblijfselen van zijn prooi; een ctenacanthide chondrichthyide, die doormidden was gebeten. Aangezien zijn prooi meer dan de helft van zijn grootte was, kan worden geconcludeerd dat Holdenius een uitzonderlijk agressief nektonisch roofdier was. Een voorste dorsale stekel van de ctenacanthide werd gevonden in het verhemelte en strekte zich uit tot in de hersenpan van de holdenius, waardoor deze waarschijnlijk onmiddellijk werd gedood.

## Fylogenie
Eerder geclassificeerd als behorend tot de familie Dunkleosteidae, wordt Holdenius nu beschouwd als een lid van Aspinothoracidi, de zusterclade van Dunkleosteoidea.